# ناحیه مشروحه
ناحیه مشروحه (به عربی: دائرة المشروحة) یک ناحیه در الجزایر است که در استان سوق اهراس واقع شده‌است. ناحیه مشروحه ۳۳٬۳۱۶ نفر جمعیت دارد.